# Chrysomyxa arctostaphyli
Espèce
Chrysomyxa arctostaphyli est une espèce de champignons basidiomycètes de la famille des Pucciniomycetes, originaire d'Amérique du Nord. Cette espèce est un parasite diécique, agent de la rouille-balai de sorcière de l'épinette qui affecte diverses espèces d'Épicéas et dont l'hôte secondaire est la Busserole (Arctostaphylos uva-ursi).

## Synonymes
- Chrysomyxa alpina Hirats. f.[2]
- Chrysomyxa arctostaphyli Dietel[2]
- Chrysomyxa cassandrae (Gobi) Tranzschel[2]
- Chrysomyxa chiogenis Dietel[2]
- Chrysomyxa ledi (Alb. & Schwein.) de Bary (préféré par BioLib)[2]
- Melampsoropsis arctostaphyli Arthur[2]
- Peridermium abietinum Thüm.[2]
- Peridermium boreale Arthur & F. Kern[2]
- Peridermium coloradense (Dietel) Arthur & F. Kern[2]
- Peridermium consimile Arthur & F. Kern[2]
- Uredo ledi Alb. & Schwein.[2]